# Diebsturm (Bad Säckingen)

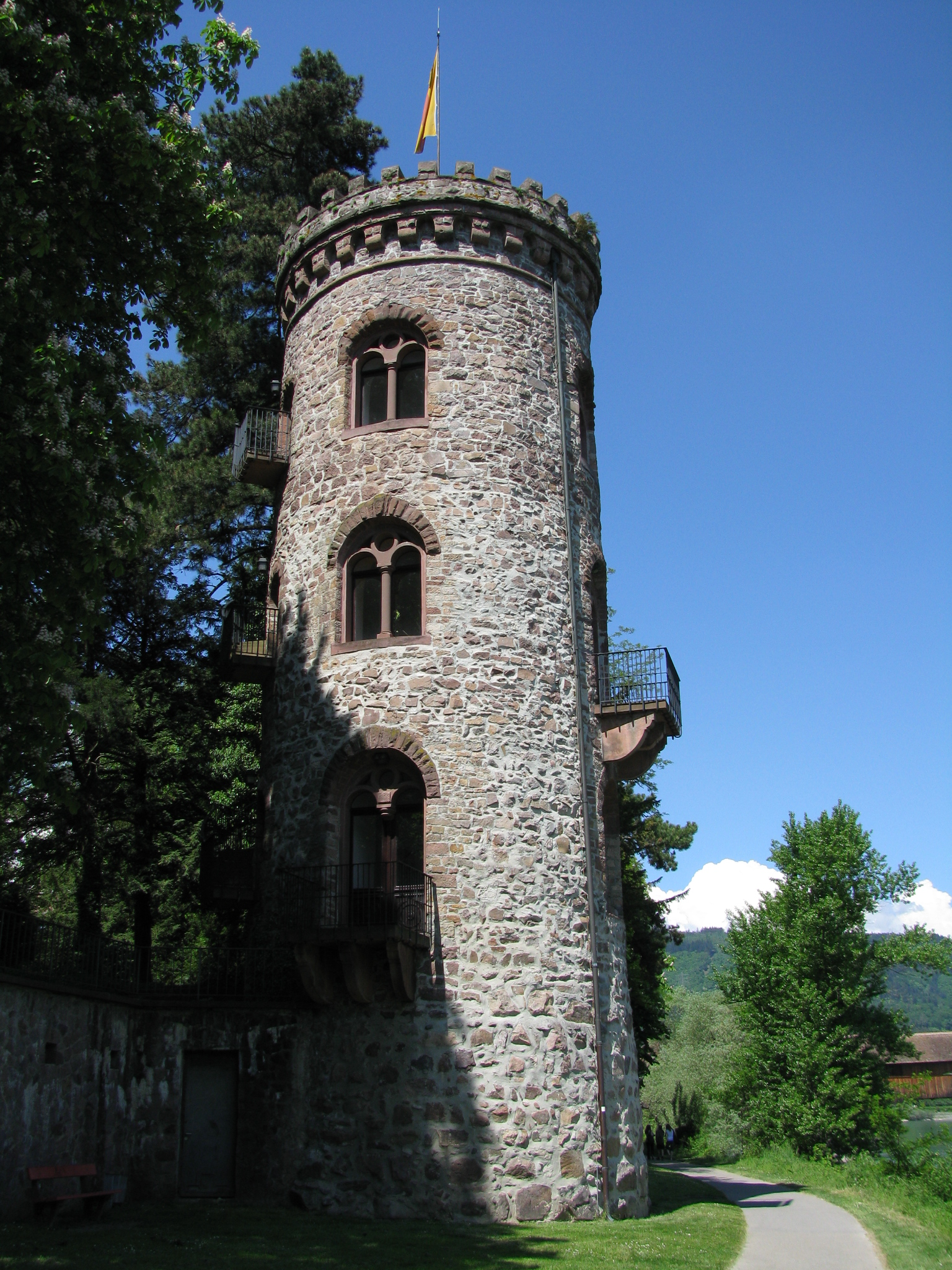
Diebsturm

Der Diebsturm, ein runder Turm, war ein Bestandteil der 1272 renovierten Stadtmauer von Bad Säckingen. 1600 wurde er in die Anlage des Schlosses Schönau integriert. 1864 wurde er im neugotischen Stil unter der Leitung von Theophil Bally umgebaut. 1978/79 wurde er renoviert.